# شرک در کریسمس
شرک در کریسمس (انگلیسی: Shrek the Halls) یک ویژه برنامه تلویزیونی مخصوص کریسمس است که از چهارشنبه ۲۸ نوامبر ۲۰۰۷ در شبکه تلویزیونی ای بی سی آمریکا پخش شد. این برنامهٔ ۳۰ دقیقه ای توسط گری تروسدیل کارگردانی شده و تهیه کنندگی و تولید آن به عهده دریم ورکس انیمیشن بوده‌است. مایک مایرز، ادی مورفی، کامرون دیاز و آنتونیو باندراس بار دیگر نقش‌های خود را در این برنامه بازی کردند. ماجرای این برنامه بین شرک سوم و شرک برای همیشه است. همانند سایر انیمیشن‌های شرک، این ویژه برنامه تلویزیونی بر اساس کتاب کودکان شرک! نوشتهٔ ویلیام استیگ ساخته شده‌است.